# Mount Coates (berg i Antarktis, lat -77,80, long 162,08)
Mount Coates är ett berg i Antarktis. Det ligger i Östantarktis. Nya Zeeland gör anspråk på området. Toppen på Mount Coates är 2 060 meter över havet.
Terrängen runt Mount Coates är bergig norrut, men söderut är den kuperad. Trakten är obefolkad. Det finns inga samhällen i närheten. 